# Jean Félix Loranchet
Pour les articles homonymes, voir Loranchet.
Jean dit Félix Loranchet, né le 21 août 1845 à Gergy (Saône-et-Loire) et mort le 26 mars 1908 à Bourg-la-Reine (Seine), est un homme politique français.

## Biographie
Médecin en 1871, Félix Loranchet est maire de Gergy en 1878 et conseiller général du canton de Verdun-sur-le-Doubs en 1879. Il devient député de Saône-et-Loire de 1883 à 1889, inscrit au groupe de la Gauche radicale. Il ne se représente pas en 1889 et part s'installer à Bourg-la-Reine, où il devient conseiller municipal en 1892 et adjoint au maire de 1896 à 1900.

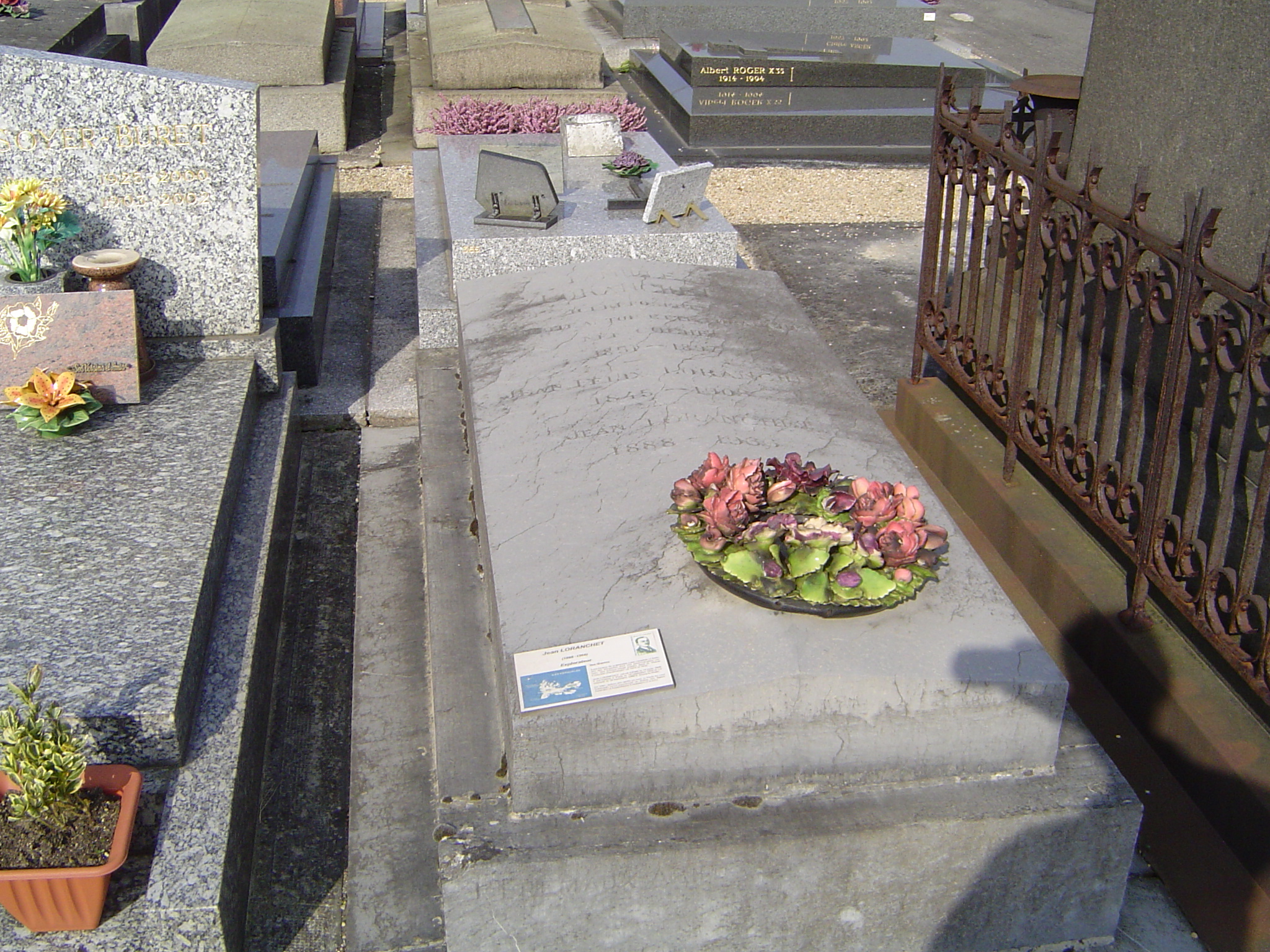
Tombe de Jean Félix Loranchet au cimetière de Bourg-la-Reine.

Il est le père de Jean Loranchet (1888-1966), commandant en second auprès de Raymond Rallier du Baty et cartographe des îles Kerguelen (en l'honneur de qui on y a nommé la péninsule Loranchet). Tous deux sont inhumés dans le caveau de la famille Loranchet, au cimetière de Bourg-la-Reine.